# Aktivna islamska omladina
Aktivna islamska omladina (AIO), najradikalnija islamistička organizacija u Bosni i Hercegovini Zabranjeni su zbog povezanosti s terorističkim napadom 11. rujna 2001. u SAD.
Jezgra ove selefističke organizacije iz koje se razvili AIO jest zloglasna postrojba Armije RBiH El Mudžahid. Što je odred El Mudžahid započeo u Srednjoj Bosni čisteći je od Srba i Hrvata, poslije rata nastavljeno je preko portala i časopisa Saff s kojih se širi netolerancija i mržnja prema neislamskom. AIO je skupina koja je izazivala najveću uzbunu nakon Daytona. Uz radikalni islam zagovarali su oružani borbu. Veterani El-Mudžahida, većinom Bošnjaci Muslimani, prihvatili su militantan put.
Članovi AIO su tvrdili da je ideja o stvaranju organizacije Aktivna islamska omladina (AIO) nastala u proljeće 1995. godine, a da su nositelji ideje bili mladi Bošnjaci pripadnici odreda El Mudžahid "koji su vjerovali da primjetno islamsko budenje treba nastaviti i u miru na organiziran i pravilno usmjeren način" "kao plod želje da islam zauzme mjesto koje mu pripada u životu gradana, porodice i društva ukupno" te da je osnovni cilj vraćanje "izvornom islamu". Financijske kontrole u AIO i Al Furkanu pokazale su da je nakon rata dobila Aktivna islamska omladina dobila donacija u vrijednosti više od milijun KM. Inspirirala ih je i financirala Saudijska Arabija. Prostorije najčešće su dobivali da nisu morali plaćati, a novci su stizali i s Istoka i sa Zapada. U Sarajevu im je pomogao Mustafa Mujezinović. U Sarajevu im je prostorije dala općina Stari Grad. Predavanja su držali po stotinu u mjesec dana. Predavali su u Šerićima kod Zenice, Doboj-Istoku, Bosanskom Petrovcu, Goraždu, Sanskom Mostu, Zavidovićima desetak... u mesdžidima ili prostorijama Organizacije. Gostovali su razni predavači, najčešće u Zuhdija Adilović, Šefik Kurdić, s Islamske pedagoške akademije i hafiz Efendić iz Zavidovića.
Sjedište Aktivne islamske omladine nalazilo se u Zenici. Imali su nekoliko tisuća članova diljem BiH. U prve tri godine članstvo se proširilo na nekoliko tisuća članova i imali su urede ogranaka u Travniku, Bugojnu, Zavidovićima, Visokom i Sarajevu. Prvih godina poslije rata u BiH bila je najglasnija islamistička organizacija. Zagovarala je talibanske standarde u bosanskohercegovačkom društvu. Simpatizirala je djelovanje radikalnih terorističkih skupina u svijetu. Propagirali su islamsko misionarstvo, šerijat i ono što su nazivali "izvorni islam", te su htjeli promijeniti "ljude, državu, školstvo, zdravstvo..." Držali su predavanja, tribine, šerijatske kurseve, ljetne kampove, zajedničke iftare u vrijeme ramazana... Regrutirali su mlade Bošnjake mlađe od 25 godina, većinom ratne veterane, pozivajući na džihad. Indoktrinacija je uključivala tečajeve šerijata i "izvornog" (selefijskog) islama. Izlijepili su plakate po Bosni da se ne slavi "nevjernički" Božić ni Nova godina, a 1996. godine nasilno su omeli ponoćnu misu u sarajevskoj katedrali.
U početku nisu imali nadahnutog vođu. Sredinom 1997. preuzeo ga je Adnan Pezo, kadet zrakoplovstva u vojnoj akademiji JRV. Pridružio se El-Mudžahidu 1993. kad je imao 20 godina. S divljenjem je govorio o stranim dobrovoljcima u El Mudžahidu. Tvrdio je da nema suživota s katolicima ni s pravoslavnima niti s muslimanskim ateistima. Rođen je u Prijedoru 1973. godine u Prijedoru gdje je živio do 14. godine kad je otišao u Vazduhoplovnu gimnaziju Jugoslavenske narodne armije u Mostaru. Zatim je upisao Vazduhoplovnu akademiju JNA u Zadru. Htio je biti pilot, a radi lakšeg napredovanja u karijeri učlaniti se u SKJ. Malo se zna o ratnom putu dok je bio u Hrvatskoj u Zadru. Početkom agresije na Hrvatsku, Akademija je premještena u Rajlovac, a uoči agresije na BiH prebacili su ih u Žarkovo. Adnan je sve napustio i vratio se u Prijedor 30. travnja 1992. godine. Otac mu je odveden i ubijen u logor Omarsku, pa je s majkom i braćom otišao u Hrvatsku, "gdje se priključio postrojbi "Zmaj od Bosne" u Bosanskom Brodu". U BiH se vratio koncem '93. i od 20. listopada je pripadnik Odreda "El-Mudžahedin". Ranjen na Ozrenu deset dana nakon zauzimanja Vozuće. Za sebe tvrdi da nije znao obaviti namaz do 1992. godine. AIO nije ostao samo na retorici.
U Sarajevu je istu adresu s uredom AIO dijelio al-Furqan, organizacija koju su 1997. osnovali mladi bošnjački radikali i koju je djelimice financirao al-Haramayn. Financijski kanali bili su opskurni.
Šokirali su Sarajevo 1998. izgredom izazvanim na osmoožujskoj tribini "Žena, religija i društvo", najavivši tad "slobodu bosanske šene poput one kakvu imaju Afganistanke".
U medijima su ih dovodili u svezu s poslijeratnim ubojstvima Hrvata po središnjoj Bosni, uključujući i atentatom na doministra unutarnjih poslova Jozu Leutara 1999. godine. Na sudovima se to nije odrazilo. Pripadnik AIO-a Muamer Topalović pobio je hrvatsku obitelj Anđelić u Kostajnici kod Konjica na Badnju večer 2002., no to je procesuirano kao čin pojedinca, a ne skupine. Ali, bh. i inozemne sigurnosne službe pokazale su zanimanje za AIO. Bh. SIPA je tvrdila da je AIO prestao djelovati.
2000. godine AIO je preselio glavni ured iz Zenice u Sarajevo, a umjesto Adnana Peze došao je mladi radikal sličnih gledišta Almir Fočo. To ih je dovelo bliže novcu saudijskih gospodara. Vrijeme su provodili u džamiji kralja Fahda, saudijski financirane ispostave u radničkoj četvrti Alipašinom Polju. U Sarajevu su ju smatrali po radikalizmu, a za AIO je bila idealna baza za operacije.
2001. godine sigurnosna situacija u BiH nije bila pod kontrolom, zbog čega su zatvorili svoje urede američko i britansko veleposlanstvo u BiH, te USAID-a i Britanski savjet. Zbog toga se 17. listopada 2001. tročlano predsjedništvo BiH sastalo s visokim predstavnikom, a u dan poslije s voditeljem UN-ove misije u BiH Jacques Paulom Kleinom. Američki predstavnici su bh. dužnosnicima predočili dokaze. Upozoreni na djelatnost Aktivne islamske omladine koja je autor plakata kojim se poziva na prosvjede u svim većim bosanskohercegovačkim gradovima zbog američko-britanske vojne akcije u Afganistanu. Prosvjedi su trebali biti 19. listopada 2001. i na njima bi se osudila vojna akcija u Afganistanu. Sadržaj plakata bio je znatno opasniji. Aktivna islamska omladina pozvala je na sveti rat protiv Amerike, a tekst poziva pratila je slika Osame bin Ladena, džamija i New York u plamenu. Plakate su polijepili po srednjoj Bosni, gdje je i bilo sjedište AIO. Policija ih je uklanjala i nije odobrila održavanje tih skupova. U to vrijeme neslužbeni izvori u BiH institucijama dojavili su medijma da je predsjedavajući Predsjedništva BiH Jozo Križanović dobio dva prijeteća pisma, od kojih je jedno poslano iz Berlina, potpisala ga je islamistička teroristička organizacije al-Qa'ida i u njemu se prijeti s više terorističkih akcija, među kojima i terorističkom akcijom na željezničkoj pruzi Sarajevo - Ploče, tj. napadom željezničkom kompozicijom na Mostar, SFOR-ovu bazu u južnom dijelu grada, a akcija bi krenula otimanjem teretnog vozila kod stare željezničke stanice u Divi Grabovici gdje je "smješten veći broj terorista".
Pripadnik AIO-a Muamer Topalović pobio je 2002. hrvatsku obitelj Anđelić u Kostajnici kod Konjica na Badnju večer 2002., no to je procesuirano kao čin pojedinca, a ne skupine. Krivnju je priznao. Topalović je iz Oteležana kod Konjica, član AIO i i konjičkog ureda humanitarne organizacije "Džemijer el Furkan" koja ima sjedište u Sarajevu i financira ju Visoki Saudijski Komitet, a u Konjicu je radila poduku djece u učenju Kurana, te prodavala vjerske knjige.  Topalović je osuđen na 35 godina zatvora.
Osnivači i službeno glasilo NVO Aktivna islamska organizacija 2004. godine zabranjeni su u BiH zbog povezanosti s terorističkim napadom 11. rujna u SAD. Aktivna islamska omladina je zabranjena jer ju je američki State Department označio kao terorističku organizaciju.
AIO je nastavio djelovati kroz druge još radikalnije organizacije, prema NATO-ovim izvješćima iz 2005. godine. To su organizacije Aaktiv i Interaktiv, koje su preuzele islamske omladinske centre, dotad pod okriljem AIO-a. Novinar Esad Hećimović pisao je o njihovu djelovanju i vezama s međunarodnim teroristima, kao i o djelovanju drugih radikalnih islamskih skupina u BiH. Ne zna se poduzimaju li sigurnosne službe i pravosuđe mjere prema organizacijama iza kojih se skriva AIO.
Tužiteljstvo BiH, niti bilo koja druga institucija u BiH nisu reagirali 2018. nakon što su u javnost dospjeli dokumenti kojim je nedvojbeno potvrđeno da su glavni urednik, direktor i osnivači radikalnog ekstremističkog islamističkog provehabijskog portala i časopisa Saff bili pripadnici zloglasnog odreda El Mudžahid. Ezher Beganović, Nasuf Bušatlić, Nedim Haračić i Adnan Pezo. Izvješće Ministarstvu obrane RBiH od 8. svibnja 1995. koje je podnio Sakib Mahmuljin, ratni zapovjednik Trećeg korpusa Armije RBiH pod oznakom "povjerljivo, vojna tajna", sadrži sve domaće i strane pripadnike odreda "El mudžahedin". Brane vehabizam, a za "negativnu propagandu" protiv vehabizma krive Homeinija i iranske uleme, dok za šijite, Irance kažu da su odstupili od izvornog islama i pretvorili se u sektu.
Dževad Galijašević, stručnjak za sigurnost i terorizam, izjavio je da glasilo Saff iznosi stavove mudžahedina i njega vode oficira Odreda El Mudžahedin. Beganović je bio sigurnjak, Bušatlić emir Odreda. Beganović i Bušatlić bili su u zapovjedništvu odreda El Mudžahid, dok su Pezo i Haračić bili vojnici, svi od `93. do kraja rata. Sveza je ne samo sa zločinima mudžahedinima nego i ubojstvima povratnika, a veza s napadom 11. rujna bila je dovoljan povod da pravosudne i policijske institucije povedu istragu protiv ovih osoba. Beganović je 1998. dovođen u vezu s ubojstvom policajca Ante Veljana u Travniku, a američki mediji i u vezu s terorističkim napadima u Parizu i Bruxellesu. Zbog toga je bio saslušavan i u pritvoru, i na koncu oslobođen, a SAF nije trpio posljedice. RTRS je prenio da uživa jaku podršku određenih bošnjačkih struktura prvenstveno u SDA, zbog čega nije procesuiran, a SAF nikad nije trpio posljedice. Iznesena je teza da je pokrovitelj Bušatliću i Beganoviću Šefik Džaferović. 
Šefik Džaferović, potpredsjednik SDA, bio je načelnik policije (CSB) u Zenici, gdje je bilo sjedište AIO, i Zavidovićima. Od 1996. bio je tajnik Agencije za informiranje i dokumentaciju (AID), agencije koja se neslužbeno smatra odgovornom za mnoga politička ubojstva u BiH. Potom je bio na raznim dužnostima u Zeničko-dobojskoj županiji, Domu naroda FBiH, Domu naroda Parlamentarne skupštine BiH, Zastupničkom domu PS BiH i aktualni je predsjedatelj Zastupničkog doma PS BiH. Protiv Džaferovića je istragu tražio je bivši potpredsjednik Federacije BiH Mirsad Kebo koji je Državnom tužiteljstvu dostavljao dokumente koji navodno dokazuju Džaferovićevu kaznenu odgovornost zbog prikrivanja ratnih zločina mudžahedina u mjestu Vozući kod Zavidovića. Haračić i Pezo su suosnivači Saffa, Pezo je jedno vrijeme bio i urednik tog glasila. Beganović je jedan od administratora Saffa, urednik još nekoliko portala u BiH slična sadržaja, te jedan od glavnih pripadnika vjerske ektremne grupe koji, koristeći društvene mreže i virtualni prostor, privlači druge radikalne grupe i pojedince. Saff je jedini islamistički portal u BiH koji izlazi i u tiskanom izdanju. U njemu militatni islamisti objavljuju tekstove pune mržnje. O Židovima iznose užasne laži u cilju obezvređivanja Holokausta. U tekstovima napadaju MUP Republike Srpske i ministra Dragana Lukača zbog formiranja Uprave za antiterorističko djelovanje i osiguranje osoba. Potreba za takvom jedinicom je teroristički napad na Policijsku postaju u Zvorniku i pokušaj atentata na premijera Srbije Aleksandra Vučića u Potočarima 11. srpnja 2015. godine.
Prema raspoloživim operativnim saznanjima Državne agencije za istrage i zaštitu BiH, dostavljeno Ministarstvu sigurnosti BiH, AIO nije više aktivna u BiH.
Analitičar iz Srbije Milovan Drecun, ranije je izjavio da je zabranjena teroristička AIO uspostavila svoju mrežu u Makedoniji, Sandžaku i na Kosovu te da Bušatlić tamo drži predavanja kojima inspirira na organiziranje napada na nemuslimane.

## Vanjske poveznice
- Dani ponosa Predsjednik Aktivne islamske omladine Adnan Pezo u poratnoj emisiji FACE to FACE sa Senadom Hadžifejzovićem